# Diàmetre esfèric equivalent
En ciència, el diàmetre esfèric equivalent (o ESD) d'un objecte de forma irregular és el diàmetre d'una esfera de volum equivalent.
D'acord amb la definició de la IUPAC, el diàmetre equivalent d'una partícula no esfèrica és igual a un diàmetre d'una partícula esfèrica que té propietats idèntiques (per exemple, aerodinàmiques, hidrodinàmiques, òptiques, elèctriques...) a les investigades en la partícula no esfèrica. Per partícules en un moviment no turbulent, el diàmetre equivalent és idèntic al diàmetre trobat en la llei de Stokes.